# میاموری، ایواته
میاموری، ایواته (به لاتین: Miyamori) یک منطقهٔ مسکونی در ژاپن است که در ناحیه توهوکو واقع شده‌است. میاموری ۵٬۱۲۶ نفر جمعیت دارد.